# الجفجف (المحفد)

تعديل مصدري - تعديل

الجفجف هي إحدى قرى عزلة المحفد بمديرية المحفد التابعة لمحافظة أبين، بلغ تعداد سكانها 301 نسمة حسب تعداد اليمن لعام 2004.